# روبرت مولر (لاعب هوكي الجليد)
روبرت مولر (بالألمانية: Robert Müller)‏ (و. 1980 – 2009 م) هو لاعب هوكي الجليد، من ألمانيا، ولد في روزنهايم، شارك في الألعاب الأولمبية الشتوية 2006، والألعاب الأولمبية الشتوية 2002، مركز لعبه هو حارس مرمى ‏، توفي في روزنهايم، عن عمر يناهز 29 عاماً، بسبب سرطان الدماغ.

## روابط خارجية
- روبرت مولر على موقع دوري الهوكي الوطني (الإنجليزية)
- روبرت مولر على موقع EliteProspects.com (الإنجليزية)
- روبرت مولر على موقع Eurohockey.com (الإنجليزية)
- روبرت مولر على موقع HockeyDB.com (الإنجليزية)
- روبرت مولر على موقع أوليمبيديا (الإنجليزية)